# Fresnedilla
Fresnedilla – gmina w Hiszpanii, w prowincji Ávila, w Kastylii i León, o powierzchni 24,53 km². W 2011 roku gmina liczyła 112 mieszkańców.